# أحمد بيكان يازيجي أوغلو
أحمد بيكان يازجي أوغلو (؟ - حوالي 1466 م) كان مؤلفًا عثمانيًا اشتهر بكتاب في علم الكونيات عنوانه الدر المكنون، والذي يُنسب إليه عادةً تأليفه.

## السيرة
لا يُعرف سوى القليل عن حياة يازيجي أوغلو. وقد كتب مصطفى علي أقدم سيرة له. ينحدر يازيجي أوغلو من عائلة أدبية. كان والده صالح يازجي، الذي انتقل إلى جاليبولي قبل ولادة أحمد، وشقيق أحمد الأكبر محمد يازجي أوغلو، كاتبين قبله ولا يزال كلاهما معروفين بشكل كبير حتى الآن.
كان أحمد بيكان يازيجي أوغلو وشقيقه من تلاميذ الحاج بيرم ولي الذي أسس الطريقة البيرمية. اعتبروا أن من واجبهم نشر المعرفة بين عامة الناس. ولتحقيق ذلك، كتبوا بلغة شعبهم، وهي اللغة التركية. قام أحمد بيكان (يازجي أوغلو، وتعني ابن الكاتب) بترجمة وتجميع الأدبيات باستخدام الأعمال الأصلية من اللغة العربية التي كانت اللغة العلمية السائدة آنذاك. لقد أدى هذا العمل الديني المتمثل في الترجمة إلى حفظ أعمال مهمة للأجيال اللاحقة، وتسبب في اعتباره أحد أهم الشخصيات في الثقافة العثمانية. بالإضافة إلى الترجمات، كتب أيضًا بعض الأعمال الأصلية الخاصة به. يمكن إرجاع الأسطورة الشهيرة حول تأسيس إسطنبول إلى كتابه الدر المكنون.
كان يازيجي أوغلو كاتبًا منتجًا للغاية وقام بنسخ عدد من الأعمال الدينية والموسوعية الشهيرة. أشهر كتبه اليوم هي العمل الديني أنوار العاشقين والدرر المكنون. ربما كان قادرًا على إنجاز هذه الأعمال بسبب نمط حياته الديني. إن لقبه "بيكان"، والذي يعني بلا حياة، يشير إلى أنه كان يعيش في نمط حياة الدراويش الزاهدين. وكان من دعاة الصيام وترك النوم.
يتناول الدر المكنون العالم من خلال الخلق وفقًا للتقاليد الكونية. وتتبع التفاصيل المتعلقة بالأجرام السماوية حكايات الشعوب القديمة، والنبوءات والعقوبات الإلهية، والخطابات حول الحجارة، والصور، والنباتات الطبية، والمخلوقات الأسطورية، والبلدان البعيدة، والبحار والجزر مع سكانها الغريبين مثل السينوسيفالي. ويختتم المؤلف كتابه بفصل عن الأهوال التي تنتظرنا في نهاية العالم، بما في ذلك المسيح الدجال.

## أعمال
- إنفارول عاشقين (أنوار العاشقين) (غير واضح: غالبًا ما يُعطى 1451، وأحيانًا 1446، 1449، إلخ.)
- الدر المكنون (سنة كتابته غير معروفة وموضع خلاف كبير)
- عجائب المخلوقات (عجائب الخلق، 1453)
- كتاب المنتهى المنتهى على الفتح (1465)،
- بوستانو الحقائق (1466)
- سيفاهيرنامه
- رافهو 'ل-إرفاه

### الدرّ المكنون
من بين الفقرات البارزة في كتاب الدر المكنون هجوم يازيجي أوغلو الشديد على عبادة الغزلان والينابيع التي كان يبديها العثمانيون، وهي عبادة وثنية داخل الإمبراطورية. ومن الفقرات المهمة في هذا الكتاب حكاية عن قينان، أحد أبناء نوح. يرفض قينان الانضمام إلى والده في الفلك، ويأمل في النجاة من الطوفان العظيم باستخدام نوع من جرس الغوص [الإنجليزية] الذي ابتكره بنفسه. يعاقبه الله على عصيانه بالتهاب في المثانة  ويغرق قينان في بوله داخل جهازه الخاص.

### أسطورة تأسيس القسطنطينية
النسخة التي تحكي أسطورة تأسيس المدينة كما يعرفها العثمانيون والأتراك هي من ابتكار أحمد بيكان. وفقًا لهذه الحكاية، قرر يانكو بن مدين (يعود أصل الاسم إلى خطأ إملائي أو قراءة خاطئة في الكتابة التركية العثمانية لكلمة "نيقوميديان") بناء المدينة على قطعة أرض "على شكل إسفين"، مثلثة بين ذراعين بحريتين. وللتأكد من أن أنشطة البناء ستبدأ تحت كوكبة ميمونة، ابتكر علماء الفلك نظامًا من الأعمدة مع أجراس وحبال متصلة بها لتهيئة جيش الحفارين والبنائين وما إلى ذلك للعمل في نفس الوقت المناسب. ولكن ثعبان اختطفه طائر اللقلق المحلي التف حول رقبة الطائر، مما تسبب في سقوطه من السماء على أحد الأجراس، وبالتالي تفجير المشروع بأكمله في أكثر الساعات شؤمًا، وهي ساعة كوكب المريخ. إن مستقبل المدينة لا محالة كان سيكون مليئًا بالزلازل والحروب والأوبئة.
هذه الأسطورة، والتي كانت جزئيًا إعادة صياغة ذكية لعناصر موجودة بالفعل في الحكايات البيزنطية ووجهات النظر الإسلامية حول القسطنطينية والتي تمتد من الإمبراطورية إلى نهاية العالم، أثرت بشكل عميق على المشاعر العثمانية (شعر العديد من الناس أن المدينة غريبة بطبيعتها) والأدب حول هذا الموضوع.
تعد مقابر أحمد ومحمد في جاليبولي من المعالم السياحية.